# Zhuldyz Eshimova
Zhuldyz Eshimova (Talas, 2 gennaio 1988) è una lottatrice kazaka, specializzata nella lotta greco-romana.

## Palmarès
- Campionati asiatici

Biškek 2007: oro nei 51 kg.
Jeju 2008: argento nei 51 kg.
Pattaya 2009: argento nei 48 kg.
Nuova Delhi 2010: argento nei 51 kg.
Doha 2015: bronzo nei 53 kg.
Nuova Delhi 2017: argento nei 53 kg.
Biškek 2018: bronzo nei 53 kg.
Ulaanbaatar 2022: bronzo nei 53 kg.
- Giochi asiatici

Giacarta 2018: argento nei 53 kg
- Giochi asiatici indoor e di arti marziali

Ashgabat 2017: argento nei 53 kg.